# Mickey Mouse Club
Der Mickey Mouse Club ist eine von Disney produzierte US-amerikanische Fernsehsendung für Kinder und Jugendliche und lief in den 1950ern, 1970ern und 1990er Jahren auf ABC im amerikanischen Disney Channel. 

## Die Serie der 1950er
In den 1950er Jahren lief die Serie werktags von 1955 bis 1959. Von 1955 bis 1957 hatte sie eine Dauer von einer Stunde, ab 1957 wurde sie auf eine halbe Stunde gekürzt. Die Show wurde im Frühjahr 1959 von Walt Disney abgesetzt. Bis Ende der 1970er wurde sie aber in unregelmäßigen Abständen im US-amerikanischen Fernsehen wiederholt. 
Die Mitglieder der Originalbesetzung kamen 1980 noch einmal zu einem Fernsehspecial zusammen.
Die Serie bestand aus einer gespielten Szene, in der Jugendliche in alltäglichen Szenen Hindernisse überwinden mussten, indem sie gesunden Menschenverstand zeigten oder auf den Rat von Erwachsenen hörten. Die Stammbesetzung der Serie (auch Mouseketeers genannt) trat zudem in Musik- und Tanznummern auf. Moderator und Ober-Mouseketeer (Head Mouseketeer) war Jimmie Dodd, der den Text des Titelliedes schrieb.

## Die Show der 1970er
Am 17. Januar 1977 wurde erstmals eine neue Auflage der Originalserie im US-amerikanischen Fernsehen gezeigt. Die Walt Disney Company hatte das Konzept modernisiert. Das Titellied war eine Disco-Nummer, die Sets waren bunt und schnörkellos. Unter den Mouseketeers fanden sich erstmals Mitglieder ethnischer Minderheiten.
Die Serie erwies sich als Flop, da nur 70 Fernsehsender die Serie aufkauften und so wurde sie, trotz kleinerer Änderungen im Konzept, die den Erfolg steigern sollten, nach einem Jahr wieder eingestellt. 

## Die Neuauflage der 1980er und 1990er
1989 wurde der „Mickey Mouse Club“ unter dem Titel MMC mit einem anderen Format neu aufgelegt. Die Charaktere der Stammbesetzung wurden nun unabhängiger dargestellt. Zudem folgten sie selten dem Rat von Erwachsenen. Diese Serie lief bis 1994 und war für einige Mitglieder der Besetzung der Beginn einer erfolgreichen Karriere, so für Christina Aguilera (1993–1994), Keri Russell, Justin Timberlake, J. C. Chasez, Ryan Gosling und Britney Spears.

## Disney Club (Deutschland)
Die Disney-Tochterfirma Buena Vista International produzierte von 1991 bis 1995 den Disney Club, der unter anderem von Antje Pieper, Ralf Bauer und Stefan Pinnow moderiert wurde und im Vormittagsprogramm der ARD ausgestrahlt wurde.